# Русалонька (фільм, 2018)
«Русалонька» (англ. The Little Mermaid) — американський фентезійно-пригодницький фільм 2018 року, екранізація однойменної повісті Ганса Крістіана Андерсена. Режисером і сценаристом став Блейк Харріс, співрежисером — Кріс Бушар, продюсерами — Армандо Гутьєррез і Роберт Моллой.
Прем'єра фільму відбулася 17 серпня 2018 року, на Нетфликс та в кінотеатрах AMC.

## Сюжет
Історія починається зі старої бабусі, котра розповідає онучці історію Русалоньки. Незважаючи на їх юний вік, дівчатка не вірять казці аж доки бабуся не починає розповідати їм свою казку. Багато років тому молодий репортер, Кем Харрісон, який не міг заробити собі на життя, вирушає на пошуки цікавої історії разом зі своєю молодшою сестрою, Еллою. Вони потрапляють в цирк де бачать русалку заточену в басейні. Вони ще більше вражені, коли русалка постає перед ними як молода жінка, з ногами. Двоє мандрівників дізнаються про пророцтво про маленьку дівчинку, яка народилася на землі, та котрій було подароване серце русалки. Стародавнє пророцтво починає оживати в Еллі, події ще більше заплутує злий чаклун, який хоче привласнити душу русалки і перетворити її в могутність.

## Ролі
| Актор             | Роль                                                                                                 |
| ----------------- | --- |
| Вільям Моузлі     | Кем Гаррісон, репортер і дядько Елль                                                                 |
| Поппі Дрейтон     | русалонька                                                                                           |
| Лорето Перальто   | Еллі, сирота та племінниця Кема                                                                      |
| Армандо Гутьєррез | Локк, чарівник, який заволодів часткою душі русалоньки                                               |
| Ширлі Мак-Лейн    | Елоїза, бабуся Роуз і Лілі                                                                           |
| Джина Гершон      | Пеггі Джен, жінка, яка стверджує, що вилікувалася від божевілля                                      |
| Шенна Коллінз     | Тора, ворожка, яка володіє паранормальними здібностями, включаючи телекінез і здатність зупиняти час |
| Кріс Йонг         | Улісс                                                                                                |
| Джо Марі Пейтон   | Лорен                                                                                                |
| Том Новіцкі       | головний поплічник Локка                                                                             |
| Лексі Колкер      | Лілі, онука Елоїзи                                                                                   |
| Хантер Гомез      | Джонні Бой                                                                                           |

## Виробництво
Фільм був спочатку під назвою «A Little Mermaid». Зйомки фільму проходили у Саванна, штаті Джорджія, у 2016 році.

## Просування та випуск
Трейлер до фільму дебютував у березні 2017 року і зібрав понад 30 мільйонів переглядів за два тижні.
У травні 2017 року повідомлялося, що фільм було обрано для поширення на Нетфлікс, дебют буде протягом літа 2018 року.

## Сприйняття
На веб-сайті агрегатора рецензій Rotten Tomatoes рейтинг фільму становить 20% на основі п’яти рецензій із середньою оцінкою 4,1/10.